# Musaši Mijamoto
Musaši Mijamoto (japonsky 宮本 武蔵, Mijamoto Musaši; 1584 – 13. června 1645), také známý pod jménem Takezó Šinmen, byl japonský šermíř, stratég a rónin. Narodil se v provincii Harima. Pod vedením Ukitů a Ašikagů bojoval jako voják v bitvě u Sekigahary. Byl také umělcem, buddhistickým filosofem a literátem. V jeho nejvýznamnějším literárním díle, knize Go rin no šo (Kniha pěti kruhů) se věnoval rozboru boje muže proti muži.

## Cesta bojovníka
Prvním protivníkem, kterého Mijamoto kdy zdolal, byl Kihei Arima. Mijamotovi bylo v té době třináct let. Poté v šestnácti letech porazil skvělého mistra meče Akijamu z provincie Tadžima. Po roce 1600 navštívil Kjóto, kde vyzval proslavenou školu v Jošioce, a vyhrál všechny souboje. Napsal, že prošel bez porážky na šedesát soubojů. Jeho stylem byl dlouhý a krátký meč, které v boji používal zároveň. Po dosažení nejvyššího mistrovství odložil ocelové meče a nahradil je bokkeny (dřevěnými meči), čímž nikterak nesnížil svou devastující schopnost během souboje, o čemž by mohli vyprávět mnozí z jeho soupeřů, kdyby nebyli v souboji zabiti.

## Civilní život
Většina z jeho života mezi roky 1600 a 1640 je spíše prezentována jako legenda. Někdo se domnívá, že se v letech 1614 až 1615 usadil a sloužil v Ósackém hradě. Říká se také, že pomáhal roku 1638 potlačit vzpouru v Šimabaře. Tuto teorii, stejně jako jeho službu v Ósackém hradě však nelze nijak prokázat. Na druhou stranu mnoho z důležitých událostí, které zachytili někteří významní spisovatelé, se zakládá na skutečnosti. Například jeho klání proti škole v Jošioce, porážka známého mistra kopí Ineie (představeného chrámu Hózóin) a jeho duel s Kodžiróem Sasakim v roce 1612. Ještě méně se ví o jeho umění kaligrafie a malby. Dochovalo se několik autoportrétů a krajinomaleb.

## Literární tvorba
V roce 1640 přijal nabídku klanu Hosokawa a vstoupil do jeho služeb. O tři roky později se v provincii Higo pustil do práce na svém hlavním díle – Knize pěti kruhů. Po dvou letech knihu dokončil a ještě týž rok zemřel. Týden před svou smrtí sepsal ještě krátké dílo Dokkōdō, které je soupisem jeho vlastních životních pravidel a pouček. Obě díla odkázal svému žáku a následovníkovi jménem Terao Magonojō. Kniha pěti kruhů se v druhé polovině dvacátého století rozšířila do prostředí americké podnikatelské self-help literatury a za hranicemi Japonska je jednou z vůbec nejznámějších japonských knih o bojových uměních.

## Galerie

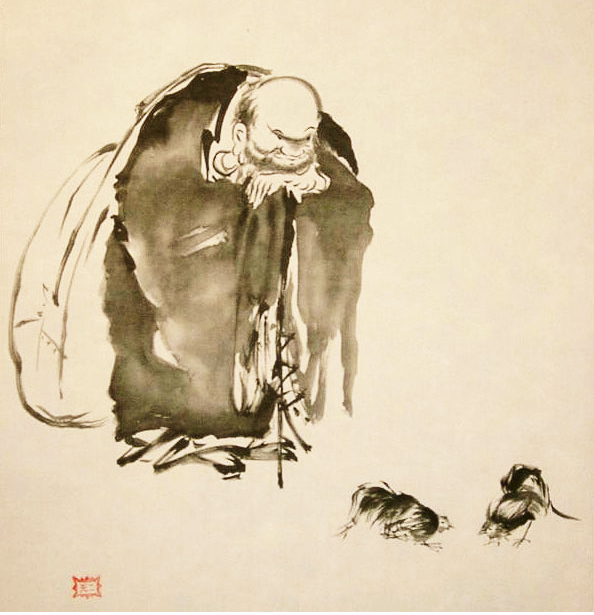
Hotei a bojující kohouti. Malba Musašiho Mijamota